# Dorfkirche Flemsdorf

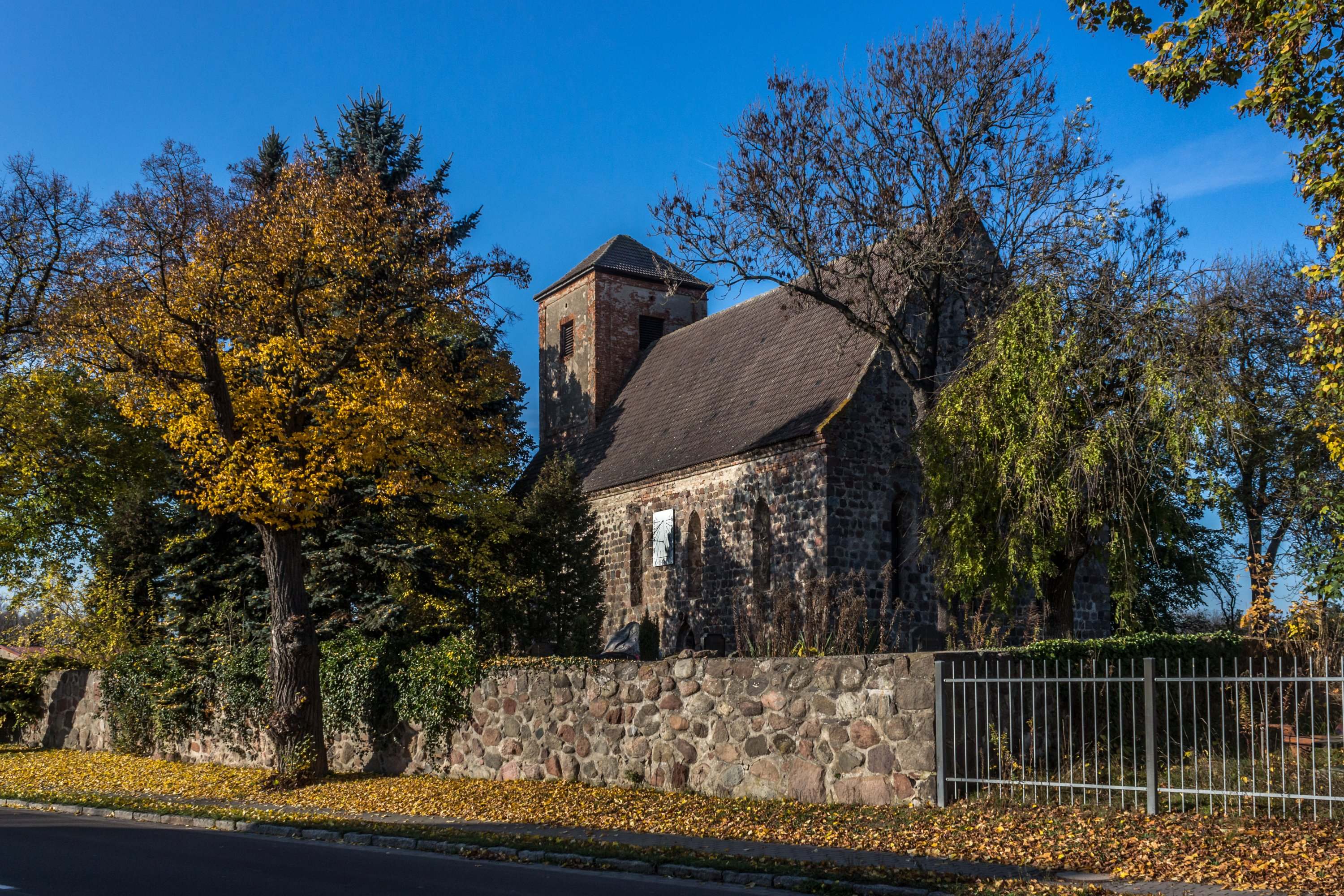
Dorfkirche Flemsdorf

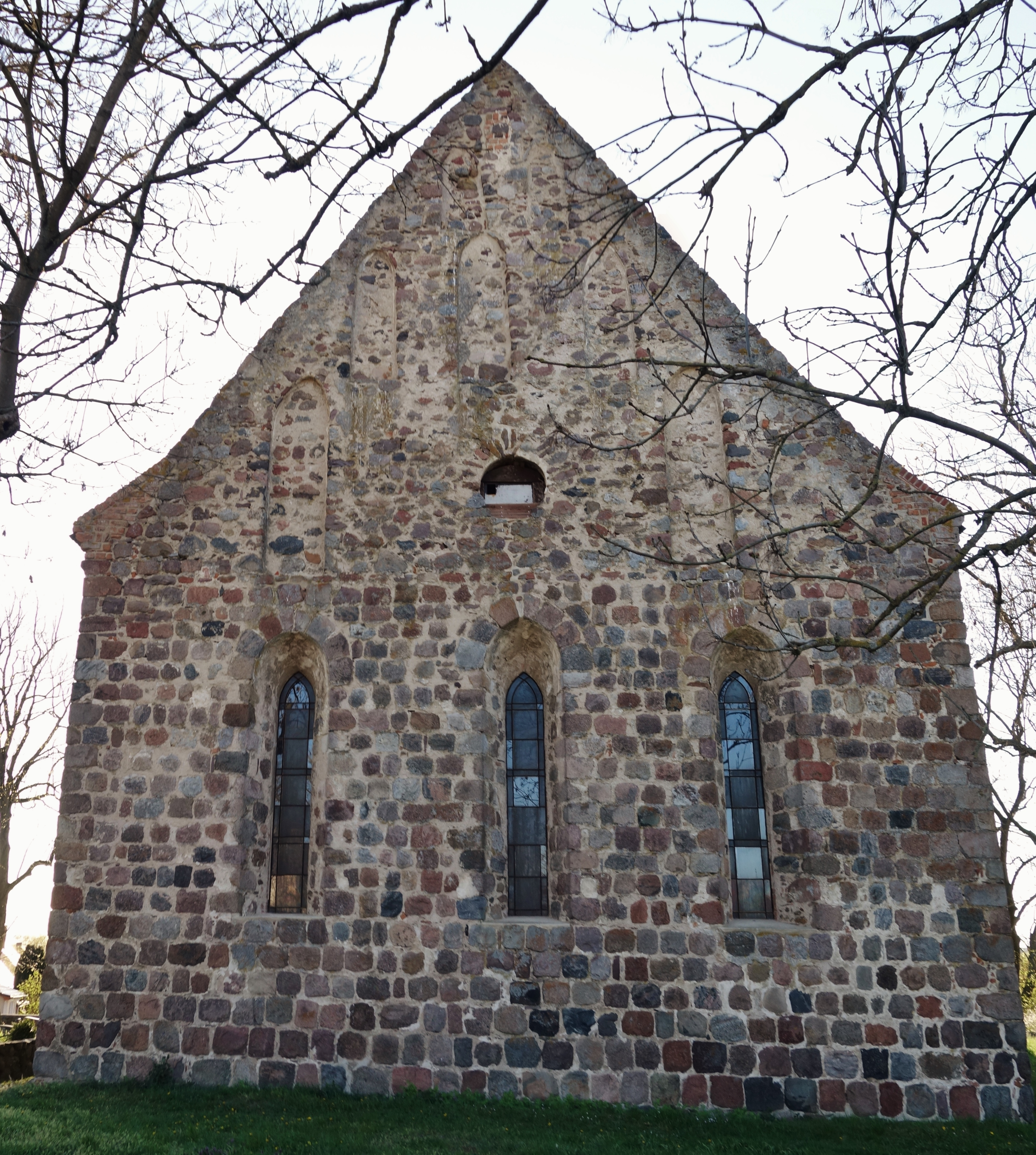
Ostansicht

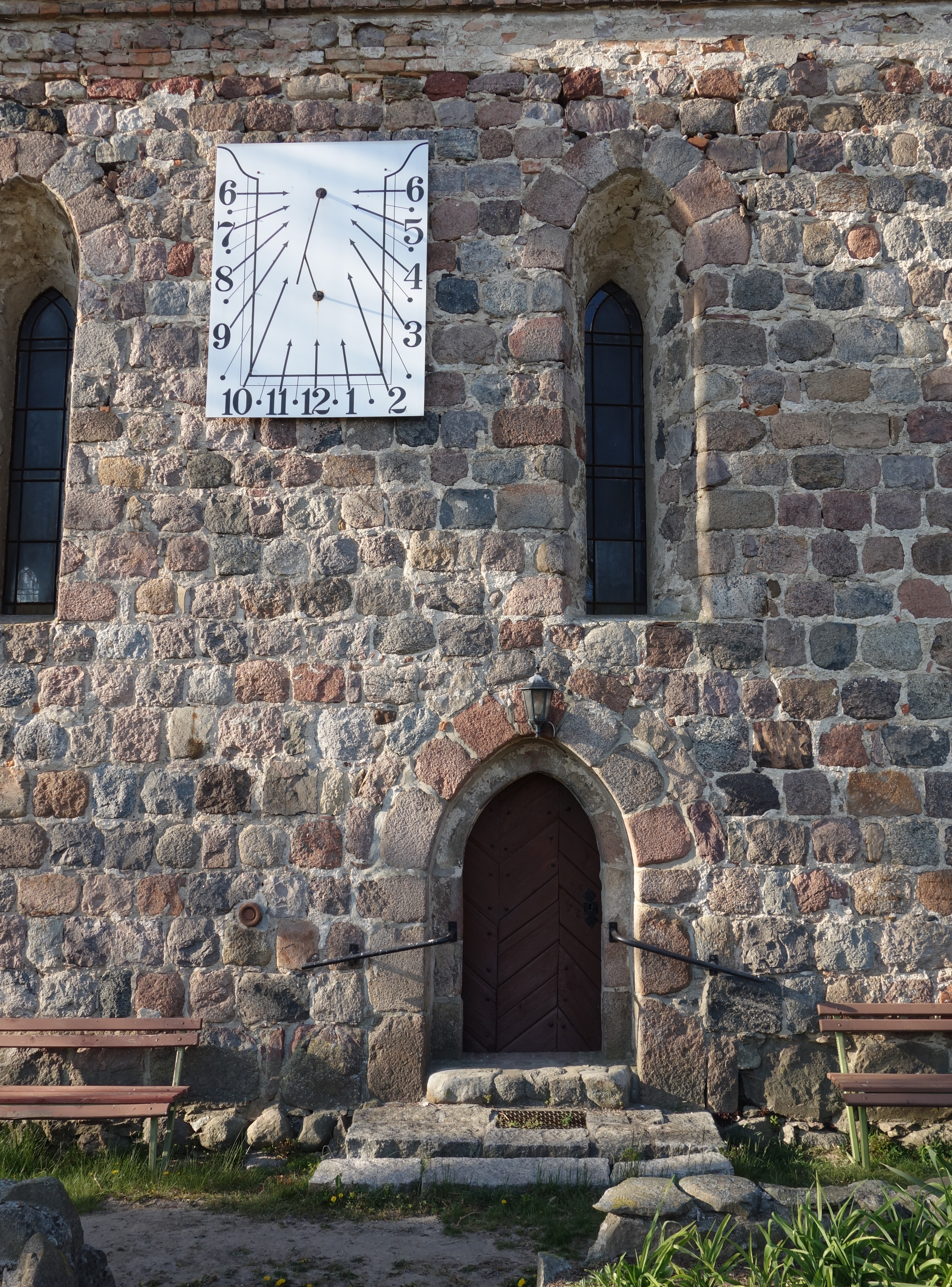
Portal im Südosten

Die evangelische Dorfkirche Flemsdorf ist eine frühgotische Saalkirche im Ortsteil Flemsdorf von Schwedt/Oder im Landkreis Uckermark in Brandenburg. Sie gehört zur Kirchengemeinde Schwedt im Kirchenkreis Uckermark der Evangelischen Kirche Berlin-Brandenburg-schlesische Oberlausitz.

## Geschichte und Architektur
Im Jahr 1459 wird Flemsdorf erstmals als Kirchdorf erwähnt (Bistum Brandenburg, Sedes Angermünde), 1537 als Mutterkirche von Criewen verzeichnet und ab 1577 dann bis 1970 durchgehend als Filialkirche von Criewen. Im 15. Jahrhundert lag das Kirchenpatronat anteilig bei den verschiedenen Lehnsherren, danach bis 1778 in den Händen der Familie von Greiffenberg oder der nachfolgenden Gutsbesitzer, zuletzt bei Familie von Buch-Stolpe.
Die Kirche ist eine flachgedeckte rechteckige Saalkirche aus Feldstein mit schiffsbreitem Westturm aus der zweiten Hälfte des 13. Jahrhunderts. Der quadratische Turmaufsatz stammt aus dem 19. Jahrhundert. Das zweifach gestufte spitzbogige Westportal und zwei weitere Portale in der Südwand sowie die Lanzettfenster sind erhalten; in der Ostwand ist eine Dreifenstergruppe, darüber im Giebel Kreisfenster und drei Reihen von Blenden abnehmender Höhe angeordnet. Der Innenraum ist durch eine Balkendecke mit einer Bemalung von 1910 gedeckt und mit einer Westempore von 1691 ausgestattet.

## Ausstattung
Der Altarblock aus verputztem Feldsteinmauerwerk ist mittelalterlich und stammt vermutlich aus der Bauzeit der Kirche.
Das Hauptstück der Ausstattung ist ein hölzerner Kanzelaltar von 1736 von Heinrich Bernhardt Hattenkerell, ähnlich dem in der Dorfkirche Dobberzin. Beiderseits der reich ornamentierten Kanzel sind laubumwundene Säulen angeordnet, der Schalldeckel wird von schwebenden Putten getragen, darüber steht vor einem hohen Altarauszug der Auferstandene; seitlich Figuren des Moses und Johannes. Eine qualitätvolle Pietà vom Ende des 14. Jahrhunderts aus Holz zeigt noch Reste der ursprünglichen Fassung. Sie wurde als Leihgabe an die katholische Kirche Mariä Himmelfahrt in Schwedt abgegeben. Die kelchförmige Taufe aus Sandstein stammt aus dem 18. Jahrhundert. Ein Taufengel ist aus dem ersten Viertel des 18. Jahrhunderts erhalten, das Patronatsgestühl mit Gitterwerk aus dem 18. Jahrhundert mit einer Bemalung von 1910.
Die Orgel ist ursprünglich ein Werk von Joachim Wagner aus dem Jahr 1745 mit acht Registern auf einem Manual und Pedal, das 1899 von Paul Bütow und 1942 von Karl Gerbig überarbeitet wurde.
Eine Taufschale aus Zinn wurde 1720 geschaffen. Ein Altarkruzifix und ein Paar Leuchter in Eisenguss stammen von 1868.